# MARK STYLER
MARK STYLER（マークスタイラー）株式会社は、日本のファッション・ビジネス企業。多数のブランドを展開している。
社名は「トレードマークをスタイリングする人たち」という意味の造語である。

## 沿革
2005年11月設立。創業者は惠藤憲二。ETOAMの子会社として展開した。2003年からガールプロデューサーというブランディングの手法を用い急成長した。2009年には秋山正則が社長に就任した。
2010年にHAN AHN SOON（ハンアンスン）とMS-INTERNATIONAL（MSインターナショナル）を吸収合併した。また同年より完全招待制のファッションショー「touchMe（タッチミー）」を開催する。
2011年1月21日にファッションポータルサイト「RUNWAY channel（ランウェイチャンネル）」をオープンした。2012年には同社として初のメンズブランドとなるSise（シセ）を傘下に加えた。
売上高は91億円（2010年3月期）、163億円（2011年3月期）、273億円（2012年3月期）、341億円（2013年3月期）、370億円（2014年3月期）と推移した。しかし低価格・拡大戦略が裏目に出て2014年度に29億円の赤字に転落した。
2013年4月1日、惠藤憲二が代表取締役社長に、秋山正則が取締役に就任した。2014年にHAN AHN SOONおよびSiseは独立し、新会社を立ち上げた。
2014年6月26日、惠藤憲二が代表取締役会長に、秋山正則取締役が代表取締役社長に就任した。秋本は開発過程だった15ブランドのうち11を取りやめ、基幹5ブランド「マーキュリーデュオ」「エモダ」「ムルーア」「ダズリン」「アングリッド」の立て直しに集中することを語った。また2014年9月16日、惠藤憲二が代表取締役会長を退任した。
2012年11月にはアメリカのセレクトショップ「フレッド シーガル」の日本での商標およびマスターライセンス権、独占輸入販売権を取得し、2013年9月に代官山に1号店をオープンしたが、2015年2月にこの事業にかかわる子会社の全株式とライセンス使用権を諸戸インベストメントと関連会社のセレンディップ・コンサルティングに譲渡した。
2015年4月30日付けで株主が惠藤憲二が社長を務めるエトームからMSインターホールディングスに変わり、中国政府系ファンドのCITICキャピタル・パートナーズの傘下に入った。CITIC傘下の元で2015年度は8億円の黒字に転換した。
2015年9月には、10月10日に開催される日本初上陸のダンスイベント「SENSATION」のメインスポンサーに就任したことを発表した。
2017年12月には渋谷に体験型セレクトショップ「RUNWAY channel Lab. SHIBUYA」をオープン。2018年6月12日にはテレビ番組『ガイアの夜明け』で取り上げられた。また9月20日にはアラタナとの戦略的パートナーシップを締結することを発表し、ZOZOTOWNとの連携などによるお互いの売上増やオムニチャネル化を目指すとした。
2019年10月より公式通販サイト「RUNWAY channel」からの商品購入者に対してフリーマガジン「Now me.マガジン」の配布を開始する。新型コロナウイルスの影響で2021年2月期は売り上げが減少するものの、その後は自社ECの好調もありコロナ前までの水準に復調している。
2024年1月31日、CITICグループ（中信集団）のTruster Capital Partners Limitedは、保有するMARK STYLERの全株式をMARK STYLERの現経営陣に事業譲渡（マネジメント・バイアウト）したことを発表した。

## 展開ブランド
2025年8月時点。
MERCURYDUO（マーキュリーデュオ）
2003年に渡邉由香が開始したブランド。ブランド名は「MERCURY（水銀・水星）」と「DUO（二対の）」を組み合わせた造語。2018年には森星をイメージモデルに起用した。
dazzlin（ダズリン）
若い女性向けのアメリカンスウィートカジュアルブランド。近瑠美がクリエイティブ・ディレクターを務めていたが、2015年1月に退社、以降は企画チームによる体制に移行した。ブランド10周年となる2015年には秋冬イメージモデルとしてローラを起用、2009年以来となる。2023年には『美少女戦士セーラームーン』とコラボレーションしたアイテムを発表した。また、同年12月にAKB48の小栗有以をモデルに起用したWEBマガジン第1弾が、2024年1月15日にWEBマガジン第2弾が公開された。
LAGUNAMOON（ラグナムーン）
2006年設立。中場直のプロデューサーにより設立。2011秋冬カタログモデルにケイト・モス、2012年秋冬カタログにカーラ・デルヴィーニュを起用した。中場はその後クリエイティブ・ディレクターからクリエイティブ・アドバイザーとなり、2018年には自身のウィメンズ＆キッズブランド「Mediam（ミディアム）」を立ち上げている。
MURUA（ムルーア）
2006年、荻原桃子のプロデュースにより設立、ブランドコンセプトは「-FEMININE MODE-」。2015年より荻原はクリエイティブディレクターからクリエイティブアドバイザーに役職を変更した。2018年にはリーボックとコラボレーションしたアイテムを発売した。2023年には生駒里奈とのコラボレーションアイテムを発売することを発表した。
EMODA（エモダ）
2009年、松本恵奈のプロデュースにより設立。松本は2015年1月末に退職。2015年4月から水原希子をイメージモデルに起用。2023年には女性が初めて事業部長に選ばれた。
jouetie（ジュエティ）
2011年設立。クリエイティブディレクターはAMIAYAで、ブランドのコンセプトはストリートスタイルをベースにさまざまな要素をミックスするというもの。2019年にはAMIAYAがファッションに興味をもつきっかけとなったという漫画『ご近所物語』とコラボレーションした商品を発売する。2020年には3Dパターンを導入しD2C商品を拡大していくことを発表した。2021年には10周年を記念した本が出版された。2022年にはニューヨークのファッションブランド「ANNA SUI」とコラボレーションした。
GYDA（ジェイダ）
2011年1月、串戸ユリアのプロデュースで設立され、10月にはムック本『GYDA BOOK』が出版された。2013年にはm-floとコラボレーションしたTシャツとキャップの販売や、歌手のAIの東北復興プロジェクトとコラボレーションした復興支援のチャリティーTシャツの販売を行った。串戸は2015年に退任した。2017年には指原莉乃をカタログモデルに起用した。2021年には倖田來未を起用した『GYDA 10th BOOK』が発売された。
Ungrid（アングリッド）
2011年、雑誌『JJ』の企画で開催された「おしゃPオーディション」でグランプリを受賞した吉田怜香のプロデュースにより設立。同年4月にはテレビ番組「スッキリ!!」とのコラボレーション商品を発売し、コラボ商品の収益の全てを東日本大震災の復興支援として寄付することを発表した。2014年7月からは高園あずさがクリエイティブディレクターに就任した。2016年2月には長谷川潤がイメージモデルに起用されている。高園は2021年12月に退任した。
RESEXXY（リゼクシー）
2011年開始のセクシー系ブランド。ブランドコンセプトは「More fascinate.」。2023年、乃木坂46の山下美月をイメージモデルに起用した。
merry jenny（メリージェニー）
2012年設立、クリエイティブ・ディレクターは『ViVi』の読者モデルを経てダズリンのヴィジュアルプレスとして活動していた吉河唯で、コンセプトは「Virgin lady closet」、10代後半から20代半ばの女性向けブランドとなっている。2018年にはゆりやんレトリィバァとのコラボアイテムを発表した。2021年には超ときめき♡宣伝部のミニアルバムのジャケットでコラボレーションした。
EVRIS（エヴリス）
2013年10月、社内のプロデューサー発掘オーディションで合格した佐々木彩乃のプロデュースにより設立された。佐々木は2021年にEVRISのクリエイティブ・ディレクターを退任した。
EATME（イートミー）
2014年、益若つばさのディレクションにより設立。2014年10月には原宿に1号店を出店した。2018年にはNMB48の吉田朱里と共同制作したワンピースを発売することを発表した。益若は2021年12月に退任を発表した。
UN3D.（アンスリード）
2016年設立、デザイナーは荻原桃子で、ブランド名の語源は「UN STANDARD, UN SIMPLE, UN SIMILAR」の3つのUNからきている。2018年には野性爆弾のくっきーとのコラボーレーション商品を発表した。荻原は2023年秋冬コレクションをもって退任することを発表した。
ELENDEEK（エレンディーク）
2016年設立、クリエイティブ・ディレクターは渡邉由香。30代の女性をターゲットとし、ブランド名はELEGANCE（エレガンス）とBLEND（ブレンド）を掛け合わせた造語である。2016年9月にはルミネ新宿に1号店をオープン。
CALNAMUR（カルナムール）
2021年4月設立、ディレクションは藤田ニコル。ブランドコンセプトは「優美な野心家」で、ブランド名は藤田の誕生花である「カルミア」と、「LUNA（月）」「AMOUR（愛）」に由来する。2023年には『オシャレ魔女ラブandベリー』とのコラボレーションを発表した。2024年3月1日にはルミネエスト地下1階に初の実店舗をオープンした。
TONAL（トーナル）
株式会社エムファーストが2014年に立ち上げたブランド。2025年2月1日にマークスタイラーに事業譲渡された。

## 取り扱い終了ブランド
HAN AHN SOON（ハンアンスン）
デザイナーの韓安順（ハン アンスン）が1998年に立ち上げたブランドで、2010年よりMARK STYLERと事業提携していたが2014年に独立した。
valveat81（ヴァルヴィート エイティーワン）
2010年8月に南青山にオープンしたセレクトショップ、2015年2月22日をもって閉店した。
miraville（ミラヴィール）
2011年設立。ダルビッシュ紗栄子がプロデュースしていたが、同年11月に退任した。
BORNY（ボルニー）
2011年から展開したセレクトブランド。大阪、東京、名古屋、北海道にあった店舗は2017年2月末をもってすべて閉店した。
choosy chu（チュージーチュー）
2011年から展開したセレクトショップ。
The Dayz tokyo（ザ デイズ トウキョウ）
2011年に大塚良子のプロデュースにより設立されたセレクトブランド。2012年春夏シーズンにスタートし、9月には渋谷と新宿に店舗をオープンした。2017年に終了した。2019年にコトリカのインブランドとして一時期復活した。
elianegigi（エリアーヌジジ）
2012年、『ViVi』の読者モデルの高橋奈々が立ち上げたブランド。
prix de fleur（プリドフルール）
2012年開始、モデルの川本彩がディレクターを務めていたブランド。
Sise（シセ）
デザイナーの松井征心が2007年に開始したメンズブランドで、2012年よりMARK STYLERと事業提携していたが2014年に独立した。
Littny（リトニー）
2013年、ファッションブロガーのmaiをディレクターに起用し設立。
PAMEO POSE（パメオポーズ）
2013年にDJのPELIが立ち上げたブランド。2019年3月1日付でタニモト（岡山市）に事業移管した。
Brittany's（ブリタニーズ）
2013年、読者モデルなどを務めていた山口紗代子のディレクションによるブランド。
MICOAMERI（ミコアメリ）
2013年、モデルの舟山久美子が「mico」の名前でクリエイティブディレクターを務める「MiCO AMERi（ミコアメリ）」として設立。2015年1月、MARK STYLERの事業縮小を受けて休止され、5月に運営元が五反田電子商事に変更となった。なお舟山は2023年1月末でMICOAMERIを卒業することを発表した。
Chedel（シェデル）
2013年、丸山慧子プロデュースの「Mary Coco.（マリーココ）」をリニューアルした新ブランドとして設立。2015年に運営元が五反田電子商事に変更となった。
Riveda（リヴェダ）
2013年、『EDGE STYLE』で活躍していた廣田奈々のプロデュースで設立。
Capfake!!!（カップフェイク）
2013年、木野園子のアクセサリーブランドとして設立。
Rudy Gady（ルーディ ギャディ）
2013年、モデルの峯村優衣のブランドとして設立。
Jelill（ジュリル）
2013年、モデルの河西里音のディレクションで設立。
FLOVE（フローヴ）
2014年設立。今井華がプロデュースしていたが、2018年末にブランド・プロデューサーを卒業したことを発表した。
thpry+color（スプリーカラー）
2014年設立、プロデューサーは武智志穂。
AFFINO（アフィーノ）
2014年、『JJ』のブロガーモデルだった筆岡裕子が立ち上げたルームウエアブランド。
COTORICA.（コトリカ）
2017年設立。同社初のショッピングセンター向けブランドとして開始、30代から40代をメインターゲットとした。2023年2月末をもってRUNWAY channelでの販売を終了した。

## グループ会社
- 摩酷时装（上海）有限公司[1] - MARK STYLER株式会社中国現地法人[135]

## 評価
繊研新聞社が2023年春卒業予定のファッション専門学校生（約1400人）を対象に2022年に実施した「就職意識調査」では、マークスタイラーは「就職したい企業」の第3位となった（前年は1位）。約1300人を対象とした2023年は「就職したい企業」4位。約1100人を対象とした2024年は「注目している企業」4位、「就職したい企業」1位となった。約1150人を対象とした2025年は「注目している企業」4位、「就職したい企業」3位となった。

## 不祥事
2016年12月、益若つばさがプロデュースするブランド「EATME（イートミー）」でサンプル品として試製したニット帽で使われた薔薇をモチーフにしたデザインが、ヴィジュアル系バンドSuGのボーカル武瑠がデザインしたものと酷似していると指摘され、益若は12月18日に自身のブログで経緯を説明し謝罪した。益若によると、問題となった商品は自身のチームのデザイナーが手掛けたもので盗作という認識はなく、会社に裏切られた気持ちとコメントしている。
MARK STYLERは12月20日に公式サイトで、この出来事は「当社社員の知的所有権に関する管理手続の漏れにより生じたこと」であるとし、反省し再発防止に取り組むとのコメントを発表した。

## 出版図書
- 高園あずさフォトスタイルブック『AZU』 宝島社、2015年、ISBN 4-8002-4088-3
- 高園あずさファッションブック『THE FASHION-one’s own self』 宝島社、2016年、ISBN 4-8002-5086-2
- 吉河唯スタイルブック『かわゆい』 宝島社、2016年、ISBN 4-8002-5960-6

## ブランドMOOK
- MERCURYDUO
  - 『MERCURYDUO 2010 Autumn/Winter Collection』 宝島社、2010年9月、ISBN 978-4796679176
  - 『MERCURYDUO 2011 Spring/Summer Collection』 宝島社、2011年2月、ISBN 978-4796681230
  - 『MERCURYDUO 2011 Autumn/Winter Collection』 宝島社、2011年9月、ISBN 978-4796686501
  - 『MERCURYDUO 2012 Spring / Summer Collection』 宝島社、2012年2月、ISBN 978-4796689908
  - 『MERCURYDUO TREND BOOK #01』 宝島社、2017年9月、ISBN 978-4800277046
- dazzlin
  - 『dazzlin BOOK』 ユーメイド、2012年4月、ISBN 978-4-904422-20-5
- LAGUNAMOON
  - 『LAGUNAMOON 10TH ANNIVERSARY BOOK』 宝島社、2016年9月、ISBN 978-4800261632
- EMODA
  - 『EMODA』 宝島社、2010年8月、ISBN 978-4796678551
  - 『EMODA』 ユーメイド、2011年11月、ISBN 978-4904422175
  - 『EMODA vol.2』 ユーメイド、2012年3月、ISBN 978-4904422182
  - 『EMODA DENIM BOOK』 ユーメイド、2012年4月、ISBN 978-4904422199
- jouetie
  - 『jouetie 2012 A/W COLLECTION』 宝島社、2012年8月、ISBN 978-4800200518
  - 『jouetie 2018 S/S COLLECTION』 宝島社、2018年5月、ISBN 978-4800284747
- GYDA
  - 『GYDA BOOK』 主婦の友社、2011年10月、ISBN 4-07-280904-7
  - 『GYDA 10th BOOK』 主婦の友社、2021年4月、ISBN 978-4073422846
- Ungrid
  - 『UNGRID 2011 Autumn/Winter Collection』 宝島社、2011年8月、ISBN 978-4796684644
  - 『Ungrid 2012 Spring/Summer Collection』 宝島社、2012年2月、ISBN 978-4796696364
  - 『Ungrid 2012 Autumn/Winter Collection』 宝島社、2012年9月、ISBN 978-4800202321
  - 『Ungrid 2016 Spring & Summer Collection』 宝島社、2016年3月、ISBN 978-4800252838
  - 『Ungrid 2016 Autumn & Winter Collection』 宝島社、2016年9月、ISBN 978-4800261588
  - 『Ungrid 2017 Spring & Summer Collection』 宝島社、2017年3月、ISBN 978-4800267818
  - 『Ungrid 10th ANNIVERSARY』 ネコ・パブリッシング、2021年4月、ISBN 978-4777025794
- RESEXXY
  - 『RESEXXY MAGAZINE』 インフォレスト、2012年9月、ISBN 978-4861907357
- merry jenny
  - 『merry jenny 5th anniversary BOOK』 宝島社、2017年8月、ISBN 978-4800275707
  - 『merry jenny 6th anniversary BOOK』 宝島社、2018年8月、ISBN 978-4800287212
  - 『merry jenny 7th anniversary BOOK』 宝島社、2019年8月、ISBN 978-4800298188
- UN3D.
  - 『UN3D. ORIGAMI SHOULDER BAG BOOK』 宝島社、2021年4月、ISBN 978-4299003768
  - 『UN3D. QUILTING BODY BAG BOOK』 宝島社、2022年10月、ISBN 978-4299029461
- ELENDEEK
  - 『ELENDEEK multi pochette book』 宝島社、2022年3月、ISBN 978-4299026156
- CALNAMUR
  - 『CALNAMUR 1st ANNIVERSARY SPECIAL BOOK』 宝島社、2022年8月、ISBN 978-4065292754
- miraville
  - 『miraville』 宝島社、2011年8月、ISBN 978-4796683470